# Узагальнений імпульс
Узагальнений імпульс - фізична змінна, яка визначається для кожної узагальненої координати механічної системи, й є водночас мірою швидкості зміни цієї координати та її інерційності. 
Позначається зазвичай латинською літерою p.

## Математичне визначення
Для механічної системи, що описується функцією Лагранжа
{\displaystyle {\mathcal {L}}(q_{i},{\dot {q}}_{i},t)}, де {\displaystyle q_{i}} узагальнені координати, а {\displaystyle {\dot {q}}_{i}} - узагальнені швидкості, узагальнені імпульси {\displaystyle p_{i}} для кожної з узагальнених координат визначаються співвідношенням: 
{\displaystyle p_{i}={\frac {\partial {\mathcal {L}}}{\partial {\dot {q}}_{i}}}}.

## Приклади

### Нерелятивістська матеріальна точка
Наприклад, для матеріальної точки з масою m, що не взаємодіє з іншими тілами, функція Лагранжа дорівнює кінетичній енергії і має вигляд 
{\displaystyle {\mathcal {L}}={\frac {m\mathbf {v} ^{2}}{2}}={\frac {m{\dot {\mathbf {r} }}^{2}}{2}}}.
Узагальнений імпульс 
{\displaystyle \mathbf {p} ={\frac {\partial {\mathcal {L}}}{\partial {\dot {\mathbf {r} }}}}=m{\dot {\mathbf {r} }}=m\mathbf {v} },
тобто збігається із звичайним імпульсом. Це означення залишається справедливим і для випадку взаємодії, яка не залежить від швидкості матеріальної точки. 

### Обертання
При обертанні абсолютно твердого тіла навколо осі, узагальненою координатою є кут повороту {\displaystyle \varphi }, узагальненою швидкістю - кутова швидкість {\displaystyle \omega }, а кінетична енергія дорівнює 
{\displaystyle T={\frac {I\omega ^{2}}{2}}},
де I - момент інерції. 
Узагальнений імпульс в такому випадку дорівнює 
{\displaystyle p=I\omega \,}